# Achyropsis laniceps
Achyropsis laniceps är en amarantväxtart som beskrevs av Charles Baron Clarke. Achyropsis laniceps ingår i släktet Achyropsis och familjen amarantväxter. Utöver nominatformen finns också underarten A. l. robynsii.